# Hrvatski Nogometni Klub Hajduk Split 2017-2018
Questa voce raccoglie le informazioni riguardanti l'Hrvatski Nogometni Klub Hajduk Split nelle competizioni ufficiali della stagione 2017-2018.

## Rosa
Aggiornata al 23 maggio 2018
| N. |                                 | Ruolo | Calciatore         |
| -- | ------------------------------- | ----- | ------------------ |
| 1  | Croazia (bandiera)              | P     | Dante Stipica      |
| 2  | Brasile (bandiera)              | D     | Gustavo Carbonieri |
| 3  | Spagna (bandiera)               | D     | Borja López        |
| 4  | Croazia (bandiera)              | D     | Petar Bosančić     |
| 5  | Gambia (bandiera)               | C     | Hamza Barry        |
| 7  | Ungheria (bandiera)             | C     | Ádám Gyurcsó       |
| 9  | Ungheria (bandiera)             | A     | Márkó Futács       |
| 10 | Portogallo (bandiera)           | A     | Hugo Almeida       |
| 13 | Croazia (bandiera)              | P     | Ivo Grbić          |
| 14 | Croazia (bandiera)              | C     | Josip Radošević    |
| 15 | Croazia (bandiera)              | A     | Michele Šego       |
| 17 | Croazia (bandiera)              | D     | Josip Juranović    |
| 18 | Bosnia ed Erzegovina (bandiera) | C     | Zvonimir Kožulj    |
| 20 | Croazia (bandiera)              | C     | Mijo Caktaš        |

| N. |                     | Ruolo | Calciatore             |
| -- | ------------------- | ----- | ---------------------- |
| 22 | Italia (bandiera)   | A     | Said Ahmed Said        |
| 23 | Croazia (bandiera)  | D     | Zoran Nižić (capitano) |
| 24 | Croazia (bandiera)  | D     | Mario Tičinović        |
| 25 | Croazia (bandiera)  | P     | Karlo Letica           |
| 26 | Croazia (bandiera)  | C     | Toma Bašić             |
| 27 | Albania (bandiera)  | D     | Hysen Memolla          |
| 31 | Germania (bandiera) | D     | André Fomitschow       |
| 32 | Croazia (bandiera)  | D     | Fran Tudor             |
| 33 | Croazia (bandiera)  | C     | Stanko Jurić           |
| 34 | Kosovo (bandiera)   | D     | Ardian Ismajli         |
| 71 | Croazia (bandiera)  | P     | Davor Matijaš          |
| 77 | Romania (bandiera)  | D     | Steliano Filip         |
| 90 | Grecia (bandiera)   | C     | Savvas Gentsoglou      |
| 91 | Croazia (bandiera)  | C     | Tonio Teklić           |

## Risultati

### Prva HNL
| Arbitro: | Ivan Bebek (Fiume) |

|             |           |                                 |
| Karačić 47’ | Marcatori | 45’ Ohandza 54’ Erceg 87’ Nižić |

| Arbitro: | Mario Zebec (Cestica) |

|                      |           |                           |
| Šarić 61’ Puljić 64’ | Marcatori | 14’ Gentsoglou 21’ Vlašić |

| Arbitro: | Igor Pajač (Sveti Ivan Zelina) |

|            |           |                     |
| Vitaić 83’ | Marcatori | 57’ Said 76’ Vlašić |

| Arbitro: | Mario Zebec (Cestica) |

|                               |           |           |
| Ćorić 8’ Olmo 78’ Soudani 80’ | Marcatori | 64’ Nižić |

| Arbitro: | Dalibor Mlakar (Zagabria) |

|             |           |  |
| Ohandza 62’ | Marcatori |  |

| Arbitro: | Damir Batinić (Osijek) |

|  |           |                                |
|  | Marcatori | 12’, 45+2’, 59’ Said 39’ Barry |

| Arbitro: | Fran Jović (Zagabria) |

|                            |           |  |
| Erceg 6’ Vlašić 31’ (rig.) | Marcatori |  |

| Arbitro: | Dalibor Mlakar (Zagabria) |

|                               |           |           |
| Hajradinović 51’ Grezda 90+3’ | Marcatori | 50’ Nižić |

| Arbitro: | Igor Pajač (Sveti Ivan Zelina) |

|  |           |                |
|  | Marcatori | 24’, 58’ Héber |

| Arbitro: | Damir Batinić (Osijek) |

|                  |           |                            |
| Almeida 73’, 89’ | Marcatori | 65’ Krstanović 90+3’ Capan |

| Arbitro: | Fran Jović (Zagabria) |

|                        |           |  |
| Radošević 9’ Erceg 59’ | Marcatori |  |

| Arbitro: | Dalibor Mlakar (Zagabria) |

|                        |           |          |
| Bašić 6’ Radošević 57’ | Marcatori | 13’ Plum |

| Arbitro: | Tihomir Pejin (Donji Miholjac) |

|                         |           |                              |
| Erceg 38’, 90+4’ (rig.) | Marcatori | 88’ Benković 90+1’ Henríquez |

| Koprivnica 29 ottobre 2017, ore 15:00 CEST (UTC+2) 14ª giornata | Slaven Belupo      | 0 – 0 referto | Hajduk Spalato | Gradski stadion (2 207 spett.)\| Arbitro: \| Ivan Bebek (Fiume) \| |
| Arbitro:                                                        | Ivan Bebek (Fiume) |               |                |                                                                    |

| Arbitro: | Damir Batinić (Osijek) |

|                       |           |                              |
| López 15’ Ohandza 21’ | Marcatori | 61’, 89’ Entrena 69’ Budimir |

| Arbitro: | Igor Pajač (Sveti Ivan Zelina) |

|                |           |                             |
| Kitanovski 66’ | Marcatori | 8’ López 42’ Erceg 43’ Said |

| Arbitro: | Fran Jović (Zagabria) |

|            |           |           |
| Said 90+2’ | Marcatori | 39’ Grgić |

| Arbitro: | Igor Pajač (Sveti Ivan Zelina) |

|              |           |                    |
| Bradarić 11’ | Marcatori | 3’ Bašić 51’ Erceg |

| Arbitro: | Mario Zebec (Cestica) |

|  |           |                    |
|  | Marcatori | 66’, 90+4’ Ohandza |

| Arbitro: | Ivan Vučković (Zagabria) |

|                                                 |           |  |
| Said 56’ Ohandza 49’ Erceg 67’, 75’ Almeida 77’ | Marcatori |  |

| Arbitro: | Mario Zebec (Cestica) |

|  |           |                                                     |
|  | Marcatori | 39’ Said 61’ Caktaš 69’ Fomitschow 76’, 80’ Ohandza |

| Arbitro: | Tihomir Pejin (Donji Miholjac) |

|  |           |             |
|  | Marcatori | 53’ Ohandza |

| Arbitro: | Ivan Vučković (Zagabria) |

|  |           |           |
|  | Marcatori | 71’ Delić |

| Arbitro: | Ivan Bebek (Fiume) |

|             |           |  |
| Gyurcsó 52’ | Marcatori |  |

| Arbitro: | Dalibor Mlakar (Zagabria) |

|                                   |           |                        |
| Gyurcsó 16’ Said 71’ Letica 90+6’ | Marcatori | 27’ Vojnović 53’ Matei |

| Arbitro: | Fran Jović (Zagabria) |

|                                            |           |                                            |
| Marić 22’ Lopa 38’ Hajradinović 77’ (rig.) | Marcatori | 2’ Bašić 41’ Gentsoglou 57’ (aut.) Šimunec |

| Arbitro: | Igor Pajač (Sveti Ivan Zelina) |

|                   |           |           |
| Caktaš 62’ (rig.) | Marcatori | 52’ Čolak |

| Arbitro: | Damir Batinić (Osijek) |

|            |           |  |
| Caktaš 30’ | Marcatori |  |

| Arbitro: | Fran Jović (Zagabria) |

|  |           |                                    |
|  | Marcatori | 59’ Gyurcsó 68’ (rig.), 79’ Caktaš |

| Arbitro: | Ivan Vučković (Zagabria) |

|                                             |           |  |
| Gyurcsó 19’, 90+2’ Futács 44’ Radošević 58’ | Marcatori |  |

| Arbitro: | Mario Zebec (Cestica) |

|            |           |                     |
| Caktaš 25’ | Marcatori | 14’, 59’ Gavranović |

| Koprivnica 29 aprile 2018, ore 19:00 CEST (UTC+2) 32ª giornata | Slaven Belupo             | 0 – 0 referto | Hajduk Spalato | Gradski Stadion Ivan Kušek Apaš (2 403 spett.)\| Arbitro: \| Dalibor Mlakar (Zagabria) \| |
| Arbitro:                                                       | Dalibor Mlakar (Zagabria) |               |                |                                                                                           |

| Arbitro: | Marin Vidulin (Kanfanar) |

|                          |           |           |
| Anderson 14’ Galilea 83’ | Marcatori | 78’ Barry |

| Arbitro: | Damir Batinić (Osijek) |

|          |           |                                                   |
| Roce 27’ | Marcatori | 5’ Gyurcsó 13’ Tudor 36’ Said 86’ Futács 89’ Šego |

| Arbitro: | Igor Pajač (Sveti Ivan Zelina) |

|           |           |           |
| Tudor 41’ | Marcatori | 59’ Marić |

| Arbitro: | Fran Jović (Zagabria) |

|                                   |           |          |
| Čolak 2’ Pavičić 36’ Puljić 90+5’ | Marcatori | 50’ Said |

Fonte: Croatian Football Federation

### Coppa di Croazia
| Arbitro: | Fran Jović (Zagabria) |

|  |           |                                  |
|  | Marcatori | 13’, 90+2’ (rig.) Said 82’ Bašić |

| Arbitro: | Fran Jović (Zagabria) |

|  |           |                |
|  | Marcatori | 33’ Fomitschow |

| Arbitro: | Mario Zebec (Cestica) |

|           |           |                                   |
| Marić 59’ | Marcatori | 39’ Ohandza 68’ Nižić 90+3’ Erceg |

| Arbitro: | Ivan Bebek (Fiume) |

|                             |                      |                                     |
| Majstorović 55’             | Marcatori            | 58’ Barry                           |
| Majer Ivanušec Musa Havojić | Tiri di rigore 2 – 4 | * Caktaš Said Bašić Filip Radošević |

| Arbitro: | Mario Zebec (Cestica) |

|                |           |  |
| Gavranović 55’ | Marcatori |  |

Fonte: Croatian Football Federation

### Europa League

#### Secondo turno preliminare
| Arbitro: | Mohammed Al-Hakim |

|                   |           |  |
| Futács 24’ (rig.) | Marcatori |  |

| Arbitro: | Ali Palabıyık |

|         |           |                       |
| Buș 69’ | Marcatori | 80’ Ohandza 86’ Erceg |

#### Terzo turno preliminare
| Copenaghen 27 luglio 2017, ore 20:00 CEST (UTC+2) Andata | Brøndby      | 0 – 0 referto | Hajduk Spalato | Stadio Brøndby (12 535 spett.)\| Arbitro: \| Kevin Clancy \| |
| Arbitro:                                                 | Kevin Clancy |               |                |                                                              |

| Arbitro: | Orel Grinfeeld |

|                |           |  |
| Erceg 59’, 63’ | Marcatori |  |

#### Play-off
| Arbitro: | Ivan Kružliak |

|                     |           |  |
| Keane 30’ Gueye 44’ | Marcatori |  |

| Arbitro: | Sergei Karasev |

|               |           |                |
| Radošević 43’ | Marcatori | 46’ Sigurðsson |

Fonte: uefa.com